# 주쇼지마역
주쇼지마역(일본어: 中書島駅)은 일본 교토부 교토시 후시미구에 위치한 게이한 전기철도의 역이다. 역 번호는 KH28이다.

## 역 구조
쌍상대식 승강장 3면 4선의 지상역이다. 역사는 남북 방향에 있는 각 플랫폼은 과선교와 지하도로 연결된다. 과선교와 각 플랫폼을 연결하는 엘리베이터도 있다.
1번 승강장 위에 편의점이 있다. 2,3번 승강장에 우동 집 "멘자"와 기존형 매점인 "세컨드 포시에"가 있었지만 2015년 3월 상순에 편의점으로 개편되었다.

### 승강장
| 번호 | 노선          | 방향 | 행선                                               |
| ---- | ------------- | ---- | -------------------------------------------------- |
| 1    | ■ 게이한 본선 | 상행 | 단바바시・산조・데마치야나기 방면                  |
| 2    | ■ 게이한 본선 | 하행 | 히라카타시・교바시・요도야바시・나카노시마 선 방면 |
| 3・4 | ■ 우지 선     |      | 로쿠지조・오바쿠・우지 방면                        |

- 우지 선 열차는 원칙적으로 3번 선을 사용하고 4번 선은 아침에만 사용한다. 또, 게이한 본선을 포함한 3방향의 입선 및 출발에 대응한다.

## 이용 현황
| 연도   | 하차 인원 | 승차 인원 |
| ------ | --------- | --------- |
| 2007년 | 12,893    | 5,107     |
| 2008년 | 13,249    | 5,507     |
| 2009년 | 12,975    | 5,381     |
| 2010년 | 13,679    | 5,668     |
| 2011년 | 13,093    | 5,388     |
| 2012년 | 13,393    | 5,551     |
| 2013년 | 12,940    | 5,504     |
| 2014년 | 13,143    | 5,553     |
| 2015년 | 14,326    | 5,995     |

## 역 주변
하시모토역과 마찬가지로 전쟁 전까지는 유곽이 있어 북적거렸다. 현재는 역전 음식점이 줄지어 늘어선 것으로 과거의 흔적은 유곽이었다. 일부 건물은 민가로 남아있는 것 뿐이다.
- 후시미 항 공원
- 모리타 제작소
- 월계관 오쿠라 기념관
- 게이한 전기 철도 후시미 변전소

## 사진

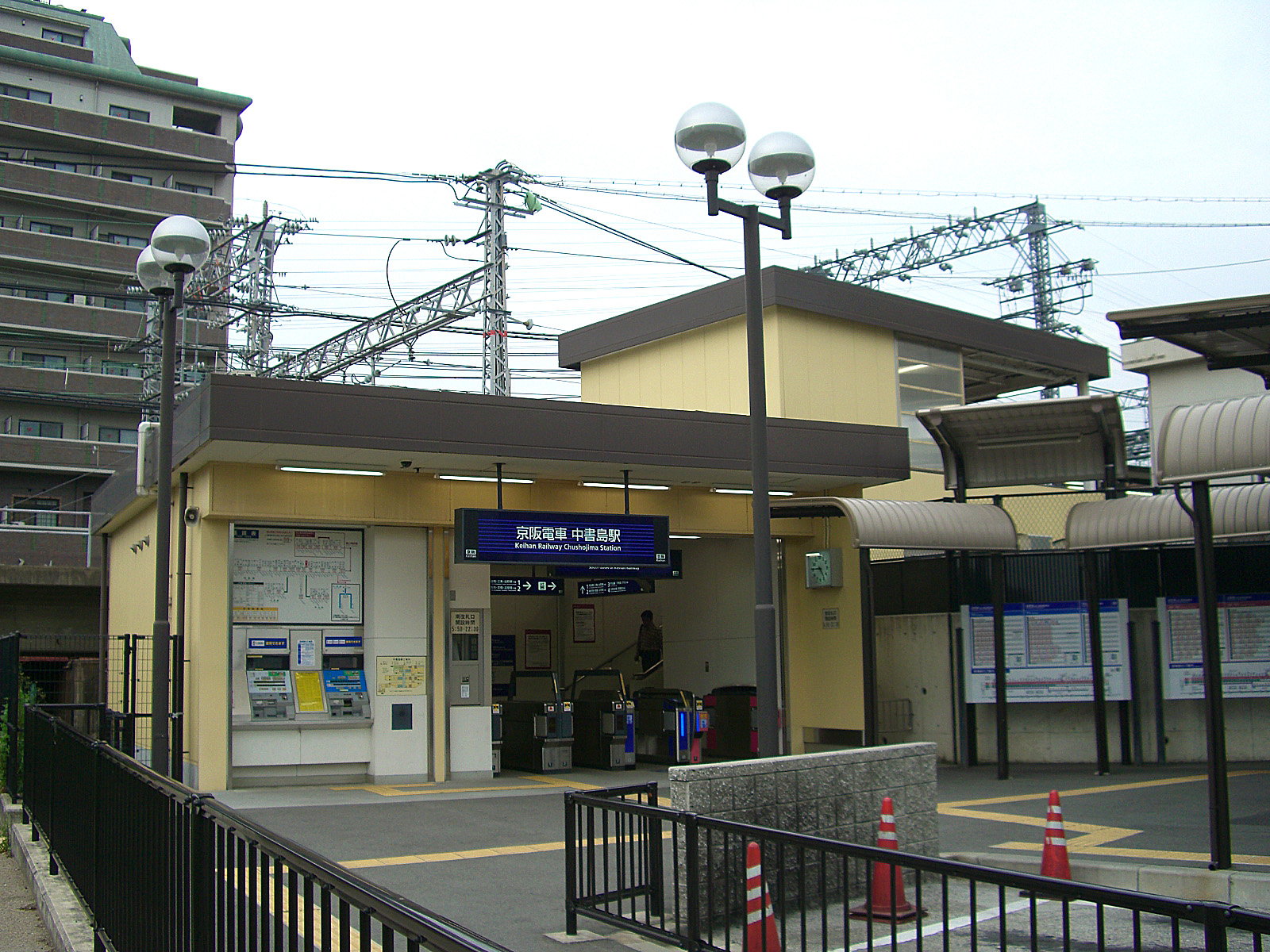
남쪽 출입구

## 인접역
| 게이한 전기철도 ■ 게이한 본선 | 게이한 전기철도 ■ 게이한 본선                   | 게이한 전기철도 ■ 게이한 본선         |
| ----------------------------- | ----------------------------------------------- | ------------------------------------- |
| KH24 구즈하 요도야바시 방면   | ■ 특급 ■ 통근 쾌속 (평일 하행 운전) ■ 쾌속 급행 | 단바바시 KH 30 데마치야나기 방면      |
| KH26 야와타시 요도야바시 방면 | ■ 급행                                          | 단바바시 KH30 데마치야나기 방면       |
| KH27 요도 요도 방면           | ■ 급행 (요도 역 시종착 열차)                    | 단바바시 KH30 데마치야나기 방면       |
| KH27 요도 요도야바시 방면     | ■ 통근 준특급 (평일 하행 운전) ■ 준특급 ■ 보통  | 후시미모모야마 KH29 데마치야나기 방면 |
| 게이한 전기철도 ■ 우지 선     |                                                 |                                       |
| 시·종착역                     | 전 열차 각역정차                                | 간게쓰쿄 KH 71 우지 방면              |